# John A. Toolan mlajši
John A. Toolan mlajši, ameriški general, * 28. januar 1954, Brooklyn, New York, ZDA.

## Življenjepis
Po diplomiranju na Univerzi Fordham je vstopil v Razredni program voditeljev voda (Platoon Leaders Class program) in aprila 1977 je končal Osnovno šolo; kot pehotni častnik je bil dodeljen 1. bataljonu 9. marinskega polka. Nato pa je bil dodeljen MCRD San Diego, kjer je preživel tri leta, na kar pa je postal poveljnik pehotne čete 2. bataljona 7. marinskega polka. Njegova naslednja zadolžitev je bil položaj inštruktorja na Univerzi Pensilvanije, kjer je ostal do leta 1986, ko je bil imenovan za štabnega tajnika 2. marinske ekspedicijske sile. Potem pa je bil vrnjen na teren, saj je bil dodeljen 2. lahkemu oklepnemu pehotnemu bataljonu, s katerim se je udeležil operacije Puščavski ščit in Puščavska nevihta. Po koncu zalivske vojne je bil dodeljen Pisarni za razporeditev častniškega osebja (Manpower Officer Assignments), kjer je ostal do leta 1994, ko je postal poveljnik 3. lahkega oklepnega izvidniškega bataljona. Po končanju mandata je bil poslan na Vojni kolidž Vojnega letalstva ZDA, nato pa je postal namestnik J5 na |Vrhovnem zavezniškemu sedežu v Monsu. V letih 2000-2002 je bil poveljnik Bataljona za poljsko usposabljanja oborožitve (Weapons Field Training Battalion), nato pa je postal operativni častnik 1. marinske divizije, s katero se je udeležil operacije Iraška svoboda. Marca 2003 je postal poveljnik 1. polkovne bojne ekipe v Bagdadu (Regimental Combat Team 1, Baghdad), kateri je poveljeval med dvema turama dolžnosti v Iraku. Po zadnji vrnitvi v ZDA je bil imenovan za direktorja Poveljniškega in štabnega kolidža KMP ZDA. Potem, ko je bil julija 2006 povišan v brigadnega generala, je bil imenovan za glavnega direktorja za azijsko-pacifiške zadeve v Pisarni podsekretarja za obrambo za politiko (Principal Director for Asia/Pacific Affairs, Office of the Under Secretary of Defense for Policy).
Avgusta 2009 je bil povišan v generalmajorja in bil imenovan za namestnika poveljnika Sil ZDA na Japonskem (U.S. Forces, Japan). Tu je ostal do julija 2010, ko je postal poveljnik 2. marinske divizije. Istočasno pa je prevzel poveljstvo Regionalnega poveljstva Jugozahod v sklopu afganistanske misije ISAF.